# Planinarski objekti
Planinarski objekti su objekti u nepristupačnim i udaljenim predjelima, namijenjeni smještaju planinara i izletnika.
Dijelimo ih u 3 kategorije: domovi, kuće i skloništa. U Republici Hrvatskoj, kriterij za kategorizaciju planinarskih objekata daje HPS-ov Pravilnik o upravljanju i poslovanju planinarskim objektima. Objekti su označeni tipiziranim pločama za planinarske kuće, domove, i skloništa. Na plavim pločama, ispod znaka HPS-a, na ploči su bijelim slovima ispisani vrsta i ime kuće, nadmorska visina i naziv onoga tko upravlja.

## Planinarski domovi
Da bi se neki objekt smio nazvati planinarskim domom, mora u pravilu biti otvoren stalno, tj. i vikendom, blagdanima, te pružati mogućnost prehrane i okrjepe. Ako je objekt otvoren samo nedjeljom (kad se očekuje najviše posjetitelja), ali ne i subotom, klasificiraju se kao planinarske kuće, a ne kao domovi.

## Planinarske kuće
Planinarske kuće mogu biti otvorene i samo povremeno ili po dogovoru s planinarskim udrugama koje skrbe o njima. Za razliku od domova, koji uvijek moraju biti otvoreni, kod posjeta planinarskim kućama potrebno je na vrijeme provjeriti hoće li biti otvorene te najaviti svoj dolazak nadležnom društvu (upravljaču).

## Planinarska skloništa
Planinarska skloništa su manji, nezaključani, stalno otvoreni i neopskrbljeni objerkti. S obzirom na to da su nezaključani, u njima se može boraviti bez najave, no treba uzeti u obzir mogućnost da u njima neće biti mjesta, zbog čega se preporuča sa sobom donijeti podložak i vreću za spavanje. Planinarska etika nalaže da se u skloništima pri odlasku ostavi određena količina ogrjeva (ako u skloništu postoji peć na drva) te viškove hrane (npr. konzerve) koji bi trebali pomoći budućim posjetiteljima.
S obzirom na to da planinarske kuće (a ponekad i domovi) mogu biti zaključani, većina njim ima tzv. "zimsku sobu", prostoriju koja skuži kao sklonište za putnike namjernike koji objekt posjete u vrijeme kad je zaključan. Također, u uvjetima prenapučenosti, "zimska soba" može poslužiti i kao dodatni prostor za noćenje. Ova se skloništa mogu nalaziti unutar glavnog objekta ili u njegovoj neposrednoj blizini (u vidokrugu), pa ih se ne smatra zasebnim planinarskim skloništem.

## Ostali objekti u planinama
Osim spomenutih planinarskih objekata, u planinama se mogu naći i razni drugi objekti koji nisu planinarski kategorizirani. To mogu biti komercijalni objekti (izletnički i ugostiteljski), te skautski ili lovački. 

## Pogodnosti za članove HPS-a
Većinom objekata u hrvatskim planinama upravljaju planinarske udruge, no nekim upravljaju samostalna poduzeća ili osobe. Kuće kojima ne upravljaju planinarske udruge mogu postati planinarske potpisivanjem ugovora s HPS-om, kojim se upravitelj obvezuje na poštovanje uobičajenih prava i povlastica planinara, npr. popusta od 50%. Time objekti stječu pravo da se nazivaju planinarskim domom ili kućom. Objekti koji nisu ni pod upravom planinarskim društava niti su potpisali ugovor s HPS-om najčešće ne daju popust planinarima. Noćenje u planinarskim skloništima je u pravilu besplatno.